# Зенит (гандбольный клуб)
«Зенит» (ранее — «Университет Лесгафта — Нева»,«Нева») — российский гандбольный клуб из Санкт-Петербурга. Действующий чемпион России, победитель SEHA League (2025).

## История
В конце 1950-х годов при заводе «Вулкан» в Ленинграде по инициативе Николая Вишняков и Юрия Романова была создана гандбольная команда «Труд». Эта команда стала первая в истории Ленинграда, которая получила право выступить в чемпионате СССР, но серьёзных успехов добиться не удавалось, поскольку команда была любительской и не могла на равных бороться с грандами отечественного гандбола.
В 1964 году при заводе Большевик была создана команда с одноимённым названием. Тренировать команды было поручено Виктору Дмитриевичу Фоменко. Особых успехов команда «Большевик» не смогла достигнуть и после разделения первенства СССР на дивизионы оказалась в самом низшем третьем.
В 1973 году команда смогла пробиться в высший дивизион, но уже под новым названием — гандбольный клуб «Нева».
В 1979 году на базе академии им. П. Ф. Лесгафта появилась спортивная школа, из которой вышло множество известных гандболистов, в дальнейшем пополнивших состав старшей команды.
В 1993 году «Нева» стала первым чемпионом России по гандболу. Предварительный этап «Нева» завершила на первом месте. В суперфинале «Нева» встречалась с командой из челябинска «Полёт», которая заняла второе место по итогам предварительного этапа. Финал шёл до двух побед. «Нева» выиграла в гостях со счётом 29:26 и дома 29:27, став первым чемпионом России в истории. Золотой состав «Невы»: Дмитрий Торгованов, Константин Андреенко, Анатолий Гапин, Александр Гладун, Ростислав Гринишин, Алексей Демидов, Сергей Зиза, Евгений Ивочкин, Дмитрий Медведев, Андрей Моисеев, Виталий Пелешенко, Вячеслав Попов, Андрей Селиверстов, Андрей Ковалёв, Олег Цай, Игорь Кустов, Станислав Копыл, Сергей Фёдоров, Виктор Николаев, Сергей Мамчич. Однако затем клуб сдал позиции и в следующий раз стал призёром только более 10 лет спустя.
С 2001 года команда стала называться «Степан Разин — Нева» и под руководством Юрия Александровича Бабенко стала бронзовыми призёром чемпионата России 2004/05. Вскоре клуб лишился своего титульного спонсора, что привело к финансовым проблемам, и команда была вынуждена отказаться от участия в матчах Суперлиги. В итоге поддержку клубу оказал университет им. П. Ф. Лесгафта, и спустя год команда под названием «Университет — Нева» вернулась в Суперлигу, а уже начиная с сезона 2009/2010, клуб пять раз подряд под руководством Дмитрия Торгованова стал серебряным призёром чемпионата России, уступая лишь бессменному чемпиону «Чеховским медведям».
Со 2 октября 2022 года клуб называется «Зенит». В сезоне 2022/23 впервые выступил в SEHA League, где в 1/4 финала уступил «Пермским медведям» по сумме двух матчей лишь по «правилу гостевого гола».

## Названия
- 1964—1973 — «Большевик»
- 1973—2001 — «Нева»
- 2001—2006 — «Степан Разин — Нева»
- 2007—2022 — «Университет Лесгафта — Нева»
- 2022 — н.в. — «Зенит»

## Достижения
- Чемпион России: 1992/93, 2024/25
- Серебряный призер чемпионата России (6): 2009/10, 2010/11, 2011/12, 2012/13, 2013/14, 2016/17
- Бронзовый призер чемпионата России (8): 2004/05, 2014/15, 2015/16, 2017/18, 2018/19, 2019/20, 2021/22, 2023/24
- Финалист Кубка России (3): 2013/14, 2015/16, 2024/25
- Бронзовый призёр Кубка России (2): 2010/11, 2012/13
- Победитель SEHA League (1): 2025
- Финалист Суперкубка России (1): 2016
- Полуфиналист Кубка вызова ЕГФ: 2018/19